# Beida (Líbia)
Al Bayda' (àrab: البيضاء, al-Bayḍāʾ,  pronunciació (?·pàg.)) és la capital de la baladiyya Al-Jabar al-Akhdar, a Líbia, la segona ciutat més important.
És el centre agrícola i comercial de la regió amb una economia essencialment agrícola (blat, vinya, fruita). Desenvolupada a l'entorn del santuari de la tomba de Sīdī Rafas (675), la ciutat fou reconstruïda de nou a partir del 1963 per ser la nova capital de Líbia amb tots edificis governamentals necessaris. Però aquesta idea no es portà a terme i ha passat a ser la capital d'estiu de Líbia.